# Danh sách người đã đặt chân lên Mặt Trăng
Mười hai người đã từng đặt chân lên Mặt Trăng của Trái Đất, đầu tiên là Neil Armstrong và cuối cùng là Gene Cernan. Những cuộc đổ bộ lên Mặt Trăng của các phi hành đoàn diễn ra từ tháng 7 năm 1969 đến tháng 12 năm 1972 trong khuôn khổ chương trình Apollo của Hoa Kỳ. Tất cả phi hành gia cũng đều mang quốc tịch Hoa Kỳ.
Alan Shepard là người lớn tuổi nhất từng đặt chân lên Mặt Trăng, vào thời điểm 47 tuổi và 80 ngày. Charles Duke là người trẻ nhất, lúc 36 tuổi và 201 ngày. Duke, Buzz Aldrin, David Scott, và Harrison Schmitt hiện vẫn còn sống tính đến  ngày 12 tháng 9 năm 2020; người gần nhất qua đời là Alan Bean.

## Danh sách
Hầu hết các phi hành gia vào thời điểm đó đều là quân nhân đang tại ngũ trong thời gian phục vụ NASA; một số ngoại lệ là phi hành gia dân sự của NASA (mặc dù có thể là quân nhân trước đó).
| Hình ảnh | STT  | Tên              | Nhiệm vụ  | Ngày sinh                         | Ngày mất                          | Ngày đáp (UTC)                    | Lần đáp                           | Thời gian trên Mặt Trăng          | Đơn vị                            |
| -------- | ---- | ---------------- | --------- | --------------------------------- | --------------------------------- | --------------------------------- | --------------------------------- | --------------------------------- | --------------------------------- |
|          | 1.   | Neil Armstrong   | Apollo 11 | 5 tháng 8, 1930                   | 25 tháng 8, 2012 (82 tuổi)        | 21 tháng 7 năm 1969               | 1                                 | 2 giờ 31 phút                     | NASA                              |
|          | 2.   | Buzz Aldrin      | Apollo 11 | 20 tháng 1, 1930                  |                                   | 21 tháng 7 năm 1969               | 1                                 | 2 giờ 31 phút                     | Air Force                         |
|          | 3.   | Pete Conrad      | Apollo 12 | 2 tháng 6, 1930                   | 8 tháng 7, 1999 (69 tuổi)         | 19–20 tháng 11 năm 1969           | 2                                 | 7 giờ 45 phút                     | Navy                              |
|          | 4.   | Alan Bean        | Apollo 12 | 15 tháng 3, 1932                  | 26 tháng 5, 2018 (86 tuổi)        | 19–20 tháng 11 năm 1969           | 2                                 | 7 giờ 45 phút                     | Navy                              |
| None     | None | None             | Apollo 13 | Hủy đổ bộ lên mặt trăng vì sự cố. | Hủy đổ bộ lên mặt trăng vì sự cố. | Hủy đổ bộ lên mặt trăng vì sự cố. | Hủy đổ bộ lên mặt trăng vì sự cố. | Hủy đổ bộ lên mặt trăng vì sự cố. | Hủy đổ bộ lên mặt trăng vì sự cố. |
|          | 5.   | Alan Shepard     | Apollo 14 | 18 tháng 11, 1923                 | 21 tháng 7, 1998 (74 tuổi)        | 5–6 tháng 2 năm 1971              | 2                                 | 9 giờ 21 phút                     | Navy                              |
|          | 6.   | Edgar Mitchell   | Apollo 14 | 17 tháng 9, 1930                  | 4 tháng 2, 2016 (85 tuổi)         | 5–6 tháng 2 năm 1971              | 2                                 | 9 giờ 21 phút                     | Navy                              |
|          | 7.   | David Scott      | Apollo 15 | 6 tháng 6, 1932                   |                                   | 31 tháng 7–2 tháng 8 năm 1971     | 3                                 | 18 giờ 33 phút                    | Air Force                         |
|          | 8.   | James Irwin      | Apollo 15 | 17 tháng 3, 1930                  | 8 tháng 9, 1991 (61 tuổi)         | 31 tháng 7–2 tháng 8 năm 1971     | 3                                 | 18 giờ 33 phút                    | Air Force                         |
|          | 9.   | John Young       | Apollo 16 | 24 tháng 9, 1930                  | 5 tháng 1, 2018 (87 tuổi)         | 21–23 tháng 4 năm 1972            | 3                                 | 20 giờ 14 phút                    | Navy                              |
|          | 10.  | Charles Duke     | Apollo 16 | 3 tháng 10, 1935                  |                                   | 21–23 tháng 4 năm 1972            | 3                                 | 20 giờ 14 phút                    | Air Force                         |
|          | 11.  | Gene Cernan      | Apollo 17 | 14 tháng 3, 1934                  | 16 tháng 1, 2017 (82 tuổi)        | 11–14 tháng 12 năm 1972           | 3                                 | 22 giờ 2 phút                     | Navy                              |
|          | 12.  | Harrison Schmitt | Apollo 17 | 3 tháng 7, 1935                   |                                   | 11–14 tháng 12 năm 1972           | 3                                 | 22 giờ 2 phút                     | NASA                              |

1. 1 2  Những người Mỹ còn sống vào thời điểm đó còn nhớ đó là đêm ngày 20 tháng 7 năm 1969 (Armstrong đặt chân lên Mặt trăng lúc 10:56 tối theo Giờ ban ngày miền Đông), nhưng đó là ngày 21 theo giờ UTC.
2. ↑  Armstrong đã rời Hải quân Hoa Kỳ và đã là một nhân viên của NASA khi anh và Elliot See trở thành những phi hành gia dân sự đầu tiên trong Nhóm Phi hành gia 2. Xem tiểu sử Armstrong và huân chương NASA.
3. ↑  Gene Cernan là người gần đây nhất đã đi bộ trên Mặt trăng. Danh sách này chỉ ra người đầu tiên bước xuống mặt trăng trong mỗi nhiệm vụ. Cernan là người đầu tiên đi ra nhưng là người cuối cùng quay lại mô-đun Mặt Trăng, vì vậy ông là người thứ 11 đi bộ trên Mặt Trăng và cũng là người gần đây nhất đi bộ trên đó.

## Hoạt động trên Mặt Trăng
Armstrong bước xuống thang mô-đun Mặt Trăng và nói một câu nổi tiếng, "Đây là bước đi nhỏ của một người, nhưng là bước tiến vĩ đại của nhân loại" Sau đó ông sớm bắt đầu thu thập mẫu đất đá, đề phòng trường hợp khẩn cấp. Armstrong tháo máy ảnh ra khỏi mô-đun Mặt Trăng và gắn nó vào giá ba chân. Sau đó, Aldrin xuống thang để tham gia cùng Armstrong. Aldrin bước xuống Mặt Trăng sau Armstrong khoảng 9 phút. Họ đã gặp một số khó khăn khi cắm lá cờ Mỹ lên Mặt Trăng, nhưng cuối cùng cũng cắm cố định được lá cờ xuống. Aldrin định vị máy quay video và bắt đầu thử di chuyển trên Mặt Trăng. Armstrong và Aldrin đã nhận được cuộc gọi từ tổng thống Nixon, chúc mừng họ đã hạ cánh thành công.
Aldrin sau đó bắt đầu kiểm tra tình trạng của tàu vũ trụ để đảm bảo sẵn sàng cho chuyến quay về. Sau khi cùng Amstrong làm một số công việc, Aldrin đã đập một cái ống vào bề mặt Mặt Trăng để lấy một mẫu đất lõi. Aldrin kết thúc nhiệm vụ sau khi đưa các mẫu vật Mặt Trăng vào tàu vũ trụ và vứt bỏ các thứ không cần thiết trước khi đóng cửa. Armstrong là người chụp phần lớn ảnh, đó là lý do ông ấy chỉ có 5 bức ảnh trên Mặt Trăng.

## Chương trình bị hủy bỏ
Jim Lovell và Fred Haise đã được lên kế hoạch đổ bộ lên mặt trăng vào nhiệm vụ Apollo 13, nhưng nhiệm vụ đã bị hủy bỏ vì sự cố lớn trên đường đi. Haise sau đó lại được lên kế hoạch đáp xuống mặt trăng vào nhiệm vụ Apollo 19, nhưng Apollo 18 và Apollo 19 đã bị hủy vào ngày 2 tháng 9 năm 1970 do thiếu ngân sách.

## Các chương trình Mặt Trăng trong tương lai
NASA đã thông báo kế hoạch thăm dò vào tháng 7 năm 2019, với một phi hành gia nam khác và phi hành gia nữ đầu tiên đi bộ trên Mặt Trăng trong chương trình Artemis 3 sẽ diễn ra vào năm 2024. Ngày 10 tháng 1 năm 2020, Nhóm phi hành gia NASA 22, biệt danh là "Turtles", đã hoàn thành khóa huấn luyện và được giao tham gia chương trình Artemis. Một số phi hành gia được chọn có thể bay trong các sứ mệnh của Artemis lên Mặt Trăng và có thể là một tham gia vào phi hành đoàn đầu tiên bay đến Sao Hỏa.